# Герб Калининского района (Тверская область)
Герб муниципального образования «Кали́нинский район» Тверской области Российской Федерации.
Герб утверждён Решением № 29 Собрания депутатов Калининского района Тверской области 26 мая 2005 года.
Герб внесён в Государственный геральдический регистр Российской Федерации под регистрационным номером 1891.

## Описание герба
« В червлёном поле с разомкнутой кверху зелёной каймой, на золотом стуле (без спинки), ножки которого соприкасаются с каймой, покрытом зелёной, с золотыми кистями и шнуром по краю, подушкой — золотая, украшенная зелёными самоцветами корона о пяти видимых листовидных зубцах, — трёх больших, перемежающихся двумя меньшими».

## Обоснование символики
В основу герба Калининского района положен герб Твери, с добавлением зелёной разомкнутой каймы, которая символизирует природу и сельскохозяйственные угодья, окружающие город Тверь (географически Калининский район окружает город Тверь).

Гербы муниципальных образований Калининского района
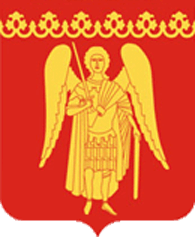
Михайловское сельское поселение
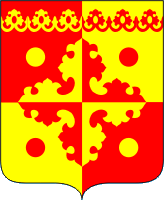
Эммаусское сельское поселение